# Centrale nucleare di Sanaocun
La centrale nucleare di Sanaocun (anche chiamata centrale nucleare di Cangnan o San'ao) è una centrale nucleare cinese situata presso la contea di Cangnan, nella provincia di Zhejiang. La centrale sarà equipaggiata con 6 reattori Hualong 1.